# Flavio Eusebio (console 347)
Flavio Eusebio (latino: Flavius Eusebius; fl. 347-353) è stato un politico e generale romano fu console dell'Impero romano nel 347, successivamente magister equitum et peditum fino al 353.
Padre di Eusebio, Ipazio e di Eusebia, si imparentò con l'imperatore Costanzo II quando la figlia lo sposò nel 353 circa.